# Баранов, Никита Григорьевич
Ники́та Григо́рьевич Бара́нов (3 апреля 1906, Бараново, Вятская губерния — 1 февраля 1987, Углегорск, Сахалинская область) — командир взвода автоматчиков 5-го гвардейского воздушно-десантного полка, гвардии старшина — на момент представления к награждению орденом Славы 1-й степени.

## Биография
Родился 3 апреля 1906 года в селе Бараново Яранского уезда Вятской губернии (ныне — Яранский район Кировской области). Образование неполное среднее. Проходя срочную службу в Красной Армии, принимал участие в боях с японцами на озере Хасан, с белофиннами. Перед войной работал рамщиком на лесообрабатывающем комбинате в городе Новая Ляля Свердловской области.
В 1941 году был призван в Красную Армию Верх-Исетским районным военным комиссариатом города Свердловска. На фронте в Великую Отечественную войну с февраля 1943 года. Член ВКП(б)/КПСС с 1944 года. К началу 1944 года гвардии старший сержант Баранов был помощником командира роты автоматчиков 5-го гвардейского воздушно-десантного полка 2-й гвардейской воздушно-десантной дивизии. Отличился в боях на 1-м и 4-м Украинских фронтах, принимал участие в освобождении от фашистов Польши, Венгрии, Чехословакии.
13 февраля 1944 года гвардии старший сержант Баранов, находясь вместе с разведчиками в тылу противника в районе деревни Кобыляки, вступил в бой с группой противников, задержав её продвижение на 4 часа. Лично взорвал противотанковой гранатой машину и сразил около 10 солдат и офицеров неприятеля. Приказом от 31 марта 1944 года гвардии старший сержант Баранов Никита Григорьевич награждён орденом Славы 3-й степени.
20 сентября 1944 года, уже командуя взводом тех же полка и дивизии, гвардии старшина Баранов в предместье города Ужгород во время схватки с противником уничтожил несколько конных повозок, бронетранспортер и свыше 10 противников. Приказом от 29 сентября 1944 года гвардии старшина Баранов Никита Григорьевич награждён орденом Славы 2-й степени.
20 ноября 1944 года у населенного пункта Чоп гвардии старшина Баранов поразил около 10 солдат и офицеров противника. Будучи раненным, поля боя не покинул. За это бой был представлен к награждению орденом Славы. Ранение оказалось тяжёлым. Несколько месяцев провёл в госпиталях — ничего не слышал и не мог говорить. Так и не узнал тогда о высокой награде. Выйдя из госпиталя в 1945 году, был демобилизован.
Указом Президиума Верховного Совета СССР от 24 марта 1945 года за образцовое выполнение заданий командования в боях с захватчиками гвардии старшина Баранов Никита Григорьевич награждён орденом Славы 1-й степени. Стал полным кавалером ордена Славы.
Вернувшись к мирной жизни, первое время жил в Свердловской области. В 1949 году по организационному набору семья Барановых приехала на остров Сахалин. Здесь ветеран работал проходчиком на шахте, трудился на предприятиях и в организациях Углегорского района. В 1966 году он вышел на пенсию.
Только в 1972 году ему была вручена последняя фронтовая награда — орден Славы 1-й степени № 1912.
Жил в городе Углегорск. Оставался активным членом общества, принимал участие в военно-патриотическом воспитании молодежи. Скончался 1 февраля 1987 года.

## Награды
- Орден Отечественной войны 1-й степени (6.4.1985)[1]
- Орден Красной Звезды (19.10.1943)[2]
- Орден Славы 3-х степеней
- медали

## Память

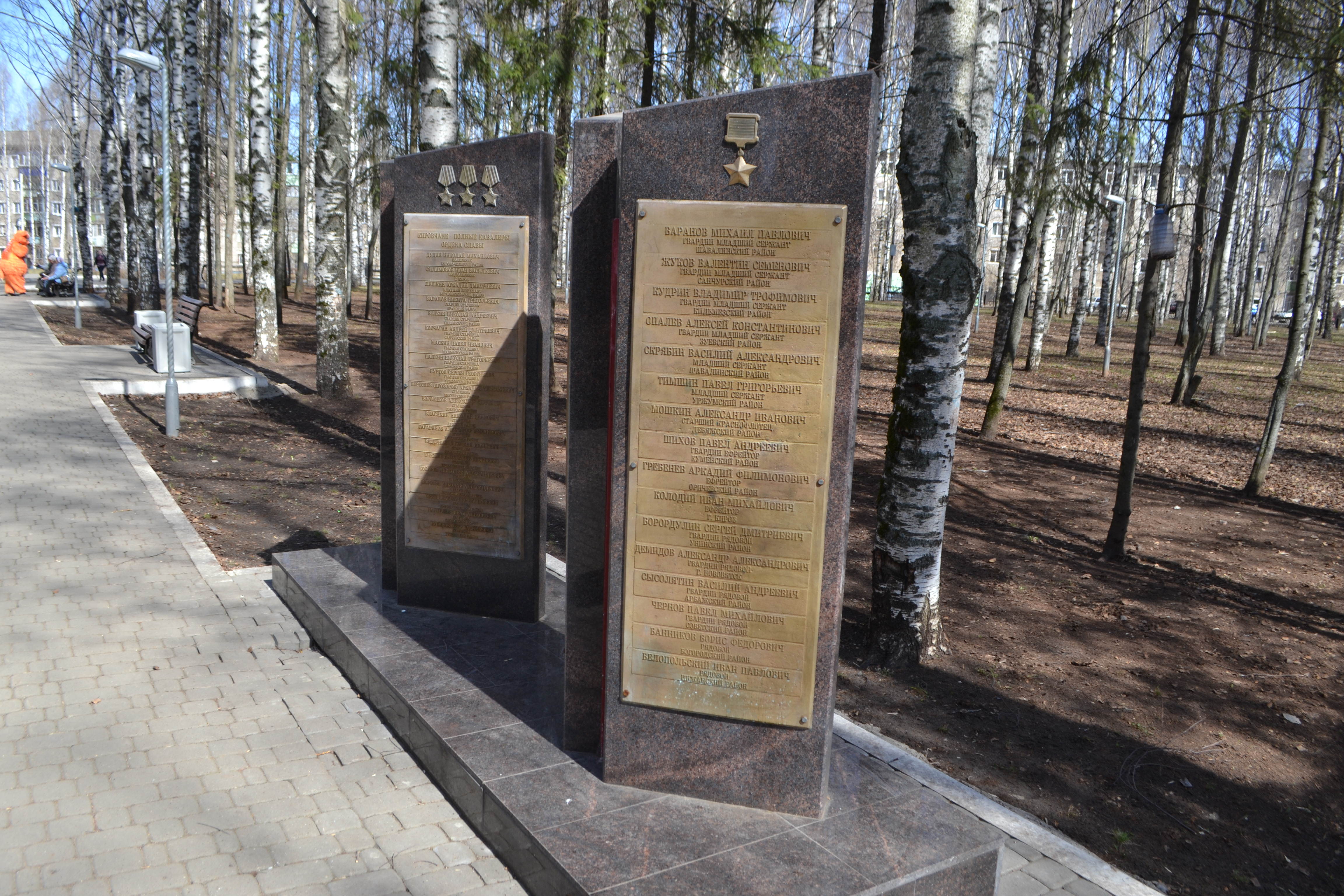
Имя Героя выбито на гранитной стеле на Аллее Славы в парке Победы города Кирова 2019.

- Имя Героя выбито на гранитной стеле на Аллее Славы в парке Победы города Кирова 2019.
- В 1987 году в городе Углегорск в его честь был переименован переулок. В 1990-х годах на доме № 2 по ул. Красноармейской, где жил фронтовик, установлена мемориальная доска.